# Mugilogobius latifrons
Mugilogobius latifrons е вид лъчеперка от семейство Попчеви (Gobiidae). Видът е световно застрашен, със статут Уязвим.

## Разпространение
Разпространен е в Индонезия.